# Cleopatra (1970)
Cleopatra (クレオパトラ, Kureopatora) is een Japanse animefilm voor volwassenen van Osamu Tezuka en met regie van Eiichi Yamamoto. Deze film maakt deel uit van Mushi Production's Animerama, een reeks films voor een volwassen publiek. De film werd geen commercieel succes.

## Verhaal
In de verre toekomst ontdekken drie mensen - Jiro, Harvey en Mary - een buitenaards ras genaamd de Pasateli die de mensheid willen veroveren via het "Cleopatra plan". Met behulp van een tijdmachine nemen de drie mensen de lichamen over van leden van het hof van de historische Cleopatra om zo het plan te ontdekken en stop te zetten. Harvey wil echter ook gebruik maken van de gelegenheid om de beste vrijer ooit te worden door in bed te duiken met Cleopatra.
Tijdens de Romeinse invasie van Egypte plant een groep Egyptenaren een geheim complot om Julius Caesar af te zetten: Cleopatra zal hem verleiden en daarna vermoorden. De Romeinen ontdekken de groep en vallen hen aan. Cleopatra ontsnapt samen met haar diensters Lybia en Apollodoria. Ze ontmoet een oude tovenaar die haar met behulp van magie een onweerstaanbaar verleidelijk lichaam geeft voor haar missie.
Dit is het moment waarop Jiro, Harvey en Mary toekomen in het oude Egypte. Mary bevindt zich in Lybia's lichaam. Harvey wordt Rupa, het luipaard dat de tovenaar als huisdier houdt. Samen vergezellen ze Cleopatra onderweg naar Caesar, die zo door haar schoonheid is bezeten dat hij haar tot koningin van Egypte kroont. Jiro neemt het lichaam van Ionius over, een Griekse slaaf. Ionius bevrijdt zichzelf en de andere slaven met behulp van handgranaten die hij maakt dankzij zijn kennis van de toekomst. Caesar vangt hem echter opnieuw en dwingt hem om als gladiator te vechten. Ionius groeit uit tot een bijzonder populair gladiator, wat Caesar's populariteit ook ten goede komt. Om de invloed van Caesar en Ionius te stoppen, plannen de senatoren om beiden te vermoorden.
Lybia en Apollodoria proberen Cleopatra te overtuigen om Caesar te vermoorden. Cleopatra is echter van gedachten veranderd. Ze stelt de moord steeds uit vanwege haar seksuele relatie met Caesar. Het trio vergezelt Caesar naar Rome, waar hij vermoord wordt door zijn eigen senatoren. Octavianus, die de naam Augustus Caesar aanneemt, neemt de macht over. Cleopatra probeert Augustus te verleiden, maar het plan mislukt: Augustus valt namelijk niet op vrouwen. Augustus voelt zich echter wel aangetrokken tot Ionius en spaart zijn leven. Teleurgesteld door de afwijzing pleegt Cleopatra zelfmoord.
De tijdreizigers keren terug naar de toekomst. Ze verkondigen dat de Pasateli van plan zijn om de vorm van mensenvrouwen aan te nemen en zo de machtigste leiders van de aarde te verleiden en te vermoorden. De Pasateli hebben reeds hun mensenvormen aangenomen en staan klaar om hun plan uit te voeren. Het trio kan echter net op tijd de aarde redden.

## Stemacteurs
| Acteur            | Personage       |
| ----------------- | --------------- |
| Chinatsu Nakayama | Cleopatra       |
| Hajime Hana       | Julius Caesar   |
| Osami Nabe        | Marcus Antonius |
| Jitsuko Yoshimura | Mary/Lybia      |
| Tsubame Yanagiya  | Harvey/Rupa     |
| Nobuo Tsukamoto   | Jiro/Ionius     |
| Kazuko Imai       | Calpania        |
| Susumu Abe        | Cabagonis       |
| Yoshiro Kato      | Tarabahha       |
| Nachi Nozawa      | Octavianus      |

## Productie en uitgave
In 1972 werkten Mushi Production en Xanadu Productions samen om een Engelse versie van de film uit te geven in de Verenigde Staten. Mushi Production hoopte om zo hun faillissement te voorkomen. Xanadu veranderde de titel naar Cleopatra: Queen of Sex. De Amerikaanse première vond plaats op 24 april 1972 en werd gepromoot als de eerste pornografische (X-rated) animatiefilm in Amerika. Dit klopte echter niet: de 18+ tekenfilm Fritz the Cat kwam enkele dagen eerder uit.
Zowel de originele versie als de Engelse nasynchronisatie werden slecht onthaald door critici en het publiek. De Engelse nasynchronisatie is verloren gegaan.